# Фильтр верхних частот

Амплитудно-частотная характеристика идеального фильтра верхних частот

Фильтр ве́рхних часто́т (ФВЧ) — электронный или любой другой фильтр, пропускающий высокие частоты входного сигнала, при этом подавляя частоты сигнала ниже частоты среза. Степень подавления зависит от конкретного типа фильтра.
В отличие от фильтра верхних частот, фильтр нижних частот пропускает частоты сигнала ниже частоты среза, подавляя высокие частоты.
Термины «высокие частоты» и «низкие частоты» в применении к фильтрам относительны и зависят от выбранной структуры и параметров фильтра.
Идеальный фильтр верхних частот в амплитудно-частотной характеристикой в виде ступенчатой функции физически нереализуем.

## Пример реализации пассивного фильтра верхних частот 1-го порядка

Пассивный аналоговый фильтр верхних частот первого порядка, реализованный в виде RC-цепочки

Электрическая схема, отклик во временной области, амплитудно-частотная характеристика и векторная диаграмма комплексных амплитуд пассивного фильтра верхних частот 1-го порядка

Простейший электронный фильтр верхних частот состоит из последовательно соединённых конденсатора и резистора. Конденсатор пропускает лишь переменный ток, его реактивное сопротивление понижается с увеличением частоты, поэтому при стремлении частоты входного гармонического сигнала к бесконечности коэффициент передачи такого фильтра стремится к 1.
Произведение сопротивления резистора на ёмкость конденсатора (R×C) называется постоянной времени ({\displaystyle \tau } такого фильтра, которая обратно пропорциональна частоте среза {\displaystyle f_{0}} (см. рисунок):
{\displaystyle f_{0}=2\pi \omega _{0}={1 \over 2\pi RC}={1 \over 2\pi \tau }.}
Ниже частоты среза (в полосе подавления) амплитудно-частотная характеристика ФВЧ 1-го порядка имеет линейное в логарифмических координатах нарастание с крутизной 6 дБ на октаву (или 20 дБ на декаду).

## Активный фильтр верхних частот

Активный фильтр верхних частот 1-го порядка реализованный на операционном усилителе

На рисунке показан активный фильтра верхних частот первого порядка с использованием операционного усилителя. Передаточная функция этой схемы имеет вид:
{\displaystyle {\frac {V_{\rm {out}}(s)}{V_{\rm {in}}(s)}}={\frac {-sR_{2}C}{1+sR_{1}C}}.}
При этом фильтр имеет коэффициент передачи в полосе пропускания {\displaystyle -R_{2}/R_{1}} и частоту среза:
{\displaystyle f_{c}={\frac {1}{2\pi \tau }}={\frac {1}{2\pi R_{1}C}}.}
Так как это активный фильтр, он может иметь коэффициент передачи в полосе пропускания более 1. То есть, он инвертируют и усиливает высокочастотный сигнал с коэффициентом {\displaystyle -R_{2}/R_{1}.} Другое преимущество активного фильтра по сравнению с пассивными фильтрами — низкое выходное сопротивление, определяемое выходным сопротивлением операционного усилителя, охваченным отрицательной обратной связью.
Все фильтры верхних частот первого порядка часто называют дифференциаторами, поскольку они выполняют дифференцирование по времени низкочастотные сигналы.

## Применения
Подобный фильтр используется для выделения высоких частот из сигнала и часто используется в обработке аудиосигналов, например в кроссоверах. Ещё одно важное применение фильтра верхних частот — устранение лишь постоянной составляющей сигнала (см. Ёмкостная связь), для чего частоту среза выбирают достаточно низкой.
Фильтры верхних частот используются в простых бестрансформаторных конденсаторных преобразователях напряжения для понижения напряжения переменного тока. К недостаткам таких преобразователей относится их высокая чувствительность к импульсным помехам в источнике переменного тока, а также зависимость выходного напряжения от импеданса нагрузки.
Фильтры верхних частот используются в обработке изображений для того, чтобы осуществлять преобразования в частотной области (например, для выделения границ).
Используется также последовательное включение фильтра верхних частот с фильтром нижних частот (ФНЧ). Если при этом частота среза ФВЧ меньше, чем частота среза ФНЧ (то есть имеется диапазон частот, в котором оба фильтра пропускают сигнал), получится полосовой фильтр (используется для выделения из сигнала определённой полосы частот).